# Kraljica Marlena
Kraljica Marlena izmišljeni je lik iz popularne Mattelove franšize Gospodari svemira. Bila je astronautkinja sa planete Zemlje koja je prošla kroz svemirsku crvotočinu i završila na planete Eterniji, gdje se udala za kralja Randora, s kojim je dobila dvoje djece, blizance princa Adama i princezu Adoru koju su oteli iz kolijevke Skeletor i Hordak te odveli u drugu dimenziju, na planet Eteriju.

## Povijest lika
Ispočetka su kralj Randor i kraljica Marlena imali veoma sporednu ulogu u ranim mini stripovima, ali su uvođenjem princa Adama u priču dobili veću ulogu. Kasnije je predočeno da je He-Manova majka bila astronautkinja Marlena Glenn sa Zemlje koja se srušila na Eterniju. Njena uloga u animiranim serijalima je također ograničena i najčešće se pojavljuje u scenama s njenim suprugom, kraljem Randorom.

## Originalni mini stripoviGospodari svemira
Kralj Randor i kraljica Marlena pojavljuju se u ranim mini stripovima Gospodara svemira kao stariji bračni par koji vlada Eternijom. Uglavnom se pojavljuju kao sporedni i pozadinski likovi koji upotpunjuju scenografiju, bez nekakve veće uloge u stripovima. Njihova nazočnost je prethodila uvođenju princa Adama kao lika i He-Manovog alter ega. U kasnijim originalnim mini stripovima, oni su predstavljeni kao roditelji princa Adama te povremeno aktivno sudjeluju u radnji priče.
Kraljica Marlena se prvi put pojavljuje u mini stripu "Kalvarija Man-E-Facesa" (The Ordeal of Ma-E-Facesa) iz 1982. godine u izvedvi Gary Cohna i Marka Texeira. U toj priči se ne spominje imenom i nema nikakvu ulogu. Sjedi za kraljevskim stolom zajedno s kraljem Randorom, He-Manom i Teelom.

## Televizijska adaptacija lika

### He-Man i Gospodari svemira (1983. – 1985.)
U originalnoj animiranoj seriji He-Man i Gospodari svemira iz 1980-ih ima malu ulogu i najčešće se prikazuje u scenama na kraljevskom dvoru palače Eternosa, zajedno s kraljem Randorom, princom Adamom i ostalim dvorjanicima poput Man-At-Armsa, Teele, Straška i Orka. U epizodi Nevolja u Arkadiji objašnjeno je da je Marlena nekoć bila zemaljska astronautkinja koja se slučajno srušila na planeti Eterniji.

### Nove pustolovine He-Mana (1989. – 1992.)
Kraljica Marlena pojavljuje se, zajedno sa suprugom kraljem Randorom, samo u prvoj epizodi nove animirane serije Nove pustolovine He-Mana (1989. – 1992.), naslovljene Novi početak, u kojoj princ Adam prilazi ocu i majci koji sjede na prijestolju u prijestolnoj dvorani i obavještava ih kako mora otići u budućnost te otkriva da je on zapravo He-Man.

### He-Man i Gospodari svemira (2002. – 2004.)
Kraljica Marlena ima ograničenu ulogu i u sljedećoj animiranoj adaptaciji Gospodara svemira, He-Man i Gospodari svemira s početka 2000-ih. I dalje se pojavljuje većinom uz supruga i nema važniju ulogu. Njena prošlost sa Zemlje i zanimanje astroanuta nije spomenuto u ovoj inkarnaciji, ali je prikazana kako sudjeluje u diplomatskim misijima, a ponekad i u akciji kao ratnica.

### Gospodari svemira: Otkriće (2021. – …)
U Netflixovoj seriji iz 2021. godine, Gospodari svemira: Otkriće, otkriveno je kako je kraljica Marlena oduvijek sumnjala da je njezin sin zapravo He-Man. Nakon što je Man-At-Arms obavjestio kraljevski par o stradavanju He-Man, kralj Randor izjavljuje kako će stradalom velikom ratniku i zaštitniku Eternije iskazati veliku počast uz tvrdnju kako je Eternija izgubila velikog ratnika. Na to mu kraljica Marlena kroz suze kaže kako su zapravo izgubili svoga sina.
Smrt princa Adama naposljetku je otuđila kraljevski bračni par, što je primjetio princ Adam kada su ga prijatelji vratili iz nebeske Preternije. Unatoč njegovu povratku iz mrtvih, odnosi kraljica Marlene i kralja Randora i dalje su donekle hladni i distancirani.

## Vanjske poveznice
- Kraljica Marlena – he-man.fandom.com (engl.)